# Ivanpisutia
Ivanpisutia is een geslacht van korstmossen dat behoort tot orde Leconarales. De familie is nog niet eenduidig vastgelegd (incertae sedis). De typesoort is Ivanpisutia oxneri.

## Soorten
Volgens Index Fungorum bevat het geslacht twee soorten (peildatum oktober 2021):
| Soortnaam                | Auteur(s)                         | Publicatiejaar |
| ------------------------ | --------------------------------- | -------------- |
| Ivanpisutia hypophaea    | (Printzen & Tønsberg) S.Y. Kondr. | 2019           |
| Ivanpisutia ocelliformis | (Nyl.) S.Y. Kondr.                | 2019           |